# Chiesa del Sacro Cuore al Romito
La chiesa del Sacro Cuore al Romito è un luogo di culto cattolico che si trova in piazza Baldinucci a Firenze nella zona del Romito appunto. Insieme alla chiesa la struttura ha ospitato una comunità di Frati Minori Cappuccini fino alla fine degli anni novanta del secolo scorso, dopodiché il convento è stato chiuso e riconsegnato alla diocesi di Firenze. 

## Storia e descrizione

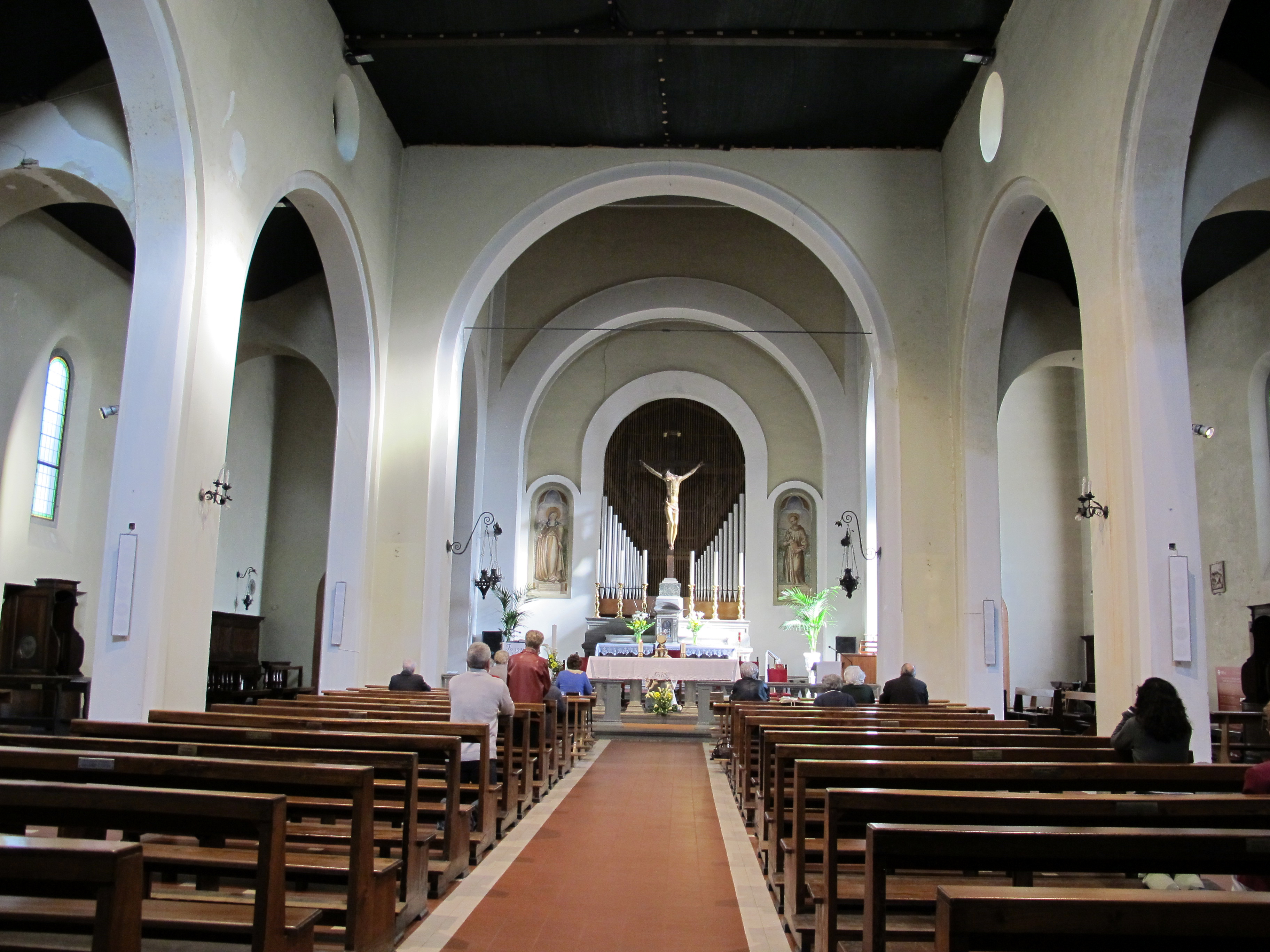
L'interno

Fu edificata nel luogo dove sorgeva una cappella usata dal Comune, dal 1893, come obitorio, in un rione che era andato rapidamente sviluppandosi al di là del Mugnone. Qui erano le case dell'antico borgo del Romito, nome derivante da un piccolo oratorio dedicato a santa Lucia che un anacoreta si era costruito sotto una delle arcate dell'acquedotto romano, rimaste in parte visibili fino all'Ottocento. La primitiva cappella e il servizio dell'obitorio, anche noto come "deposito mortuario" furono affidati ai frati Cappuccini di Firenze, che vi rimasero anche quando fu edificata la chiesa ed eretta la successiva parrocchia. Dopo il capitolo dei Frati Minori Cappuccini di Toscana nel 2000 il convento è stato chiuso a causa della riduzione numerica i frati e la parrocchia riconsegnata alla diocesi di Firenze.  
La chiesa è di costruzione piuttosto recente: fu disegnata dall'ingegnere Ezio Zalaffi nel 1925 e divenne parrocchia nel 1929. Danneggiata durante la seconda guerra mondiale, venne ristrutturata ed ampliata nel 1947 dall'ingegnere Galliano Boldrini, mentre il portico che la precede risale al 1951; fu consacrata nel 1954.